# Michael Szameit
Michael Szameit (* 29. Juli 1950 in Prießen; † 30. Mai 2014) war ein deutscher Science-Fiction-Schriftsteller und Herausgeber.

## Leben
Michael Szameit erlernte den Beruf des Elektromechanikers und begann später ein Physikstudium, welches er jedoch aus gesundheitlichen Gründen abbrechen musste. Danach arbeitete er in verschiedenen Film- und Fernsehberufen und wurde schließlich Leiter eines Tonstudios in einem Filmstudio. Von 1981 bis 1984 war er Lektoratsmitarbeiter im Verlag Neues Leben, danach freischaffender Schriftsteller. Später arbeitete er in Hamburg als Redakteur und Journalist beim Anglermagazin Blinker.
Seine ersten Erzählungen erschienen 1976, sein erster Roman Alarm im Tunnel Transterra dann 1982 in der Reihe Spannend erzählt beim Verlag Neues Leben.
Laut einer 1990 im Science-Fiction-Fanclub Andymon durchgeführten und im Clubfanzine TranSFer veröffentlichten Umfrage gehörte er zu den drei beliebtesten Science-Fiction-Autoren der DDR.
Als leidenschaftlicher Sportfischer veröffentlichte Szameit auch Beiträge im Anglermagazin Blinker.

## Bibliographie

### Romane
- Alarm im Tunnel Transterra, Berlin 1982, Verlag Neues Leben (VÖ: Spannend erzählt Nr. 170, Kompass-Bücherei Nr. 358)
- Im Glanz der Sonne Zaurak, Berlin 1983, Verlag Neues Leben (VÖ: Spannend erzählt Nr. 182, Kompass-Bücherei Nr. 325)
- Das Geheimnis der Sonnensteine, Berlin 1984, ISBN 3-355-00962-8 (VÖ: Spannend erzählt Nr. 185, Kompass-Bücherei Nr. 383)
- Drachenkreuzer Ikaros, Berlin 1987, ISBN 3-453-07780-6 (VÖ: Spannend erzählt Nr. 209)
- Copyworld, Berlin 1997, Verlag Neues Leben, ISBN 3-360-00892-8

### Erzählungen
- Das Tier und Urlaub auf aldebaranisch in der Anthologie Begegnung im Licht (1976), Urlaub auf Aldebaranisch nochmals in der Anthologie Fenster ins Licht (1983), herausgegeben von Michael Nagula
- Der Apfelmuskreuzer in der Anthologie Wege zur Unmöglichkeit (1983), herausgegeben von Ekkehard Redlin
- Planet der Windharfen in der Reihe Das neue Abenteuer, Heft 441 (1983)
- Milli Dreierleibit in der Zeitschrift Alien Contact (1988)
- Dreiäuglein, wache...,  in: Geschichten vom Trödelmond, Hrsg. von Olaf R. Spittel, Verlag Das Neue Berlin, Berlin 1990. 344 S.
- Lied von der Angst (1990)
- Happy Independence Day in der Zeitschrift Alien Contact (2000)
- Der achte Tag der Schöpfung (2011)

### Als Herausgeber
- Aus dem Tagebuch einer Ameise, 1985, Verlag Neues Leben
- Der lange Weg zum blauen Stern, 1990, Verlag Neues Leben

### Sachbuch
- Plattfische. Ein Buch der Zeitschrift Blinker, Hamburg 1999, ISBN 978-3-86132-241-2